# ジョゼフ・リウヴィル

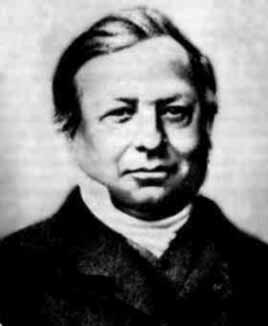
ジョゼフ・リウヴィル

ジョゼフ・リウヴィル（Joseph Liouville, フランス語発音: [ʒɔzɛf ljuvil], 1809年3月24日 - 1882年9月8日） は、フランスの物理学者、数学者。
リウヴィルの定理とよばれる業績を3つの分野に残し(物理学、解析学、数論)、さらに数論においては超越数の最初の例を与えた。エヴァリスト・ガロアの功績を発見し、全集を公表したことでも知られている。
1882年、パリで死去した。

## 経歴
1809年3月24日、フランスのパ＝ド＝カレー県サントメールで生まれた。両親は
アウステルリッツの戦いで叙勲された、陸軍士官のクロード＝ジョゼフ・リウヴィル（Claude-Joseph Liouville）と、テレーズ・リウヴィル（Thérèse Liouville）。
1825年、エコール・ポリテクニークへ入学し、1827年に卒業した。その後オーギュスタン＝ルイ・コーシーと同様に、リウヴィルは
国立土木学校で工学を学んだが、数学の道を選択した。1836年、fr:Faculté des sciences de Parisでシメオン・ドニ・ポアソンとルイ・テナールの下、数理学の博士号を獲得した.。エコール・セントラル・パリを含む多くの機関の助手をして数年を過ごし、1838年、エコール・ポリテクニークの教授に任命された。1850年、コレージュ・ド・フランスの数学科長、1857年、Faculté des Sciencesの機械工学科長に抜擢された。
学問的な業績に加え、リウヴィルは組織的な面でも優れていた。リウヴィルは、他の数学者の功績を促進するため、現在でも高い評価を誇るJournal de Mathématiques Pures et Appliquéesを創刊した。1846年に雑誌で発表した、未発表のエヴァリスト・ガロアの作品を最初に読み、その重要性を認識した。自身もBesgeという偽名で投稿していた。
また、リウヴィルは政治にも関与し、1848年国民議会のメンバーになった。しかし、立法選挙で失敗して、政治からは引き下がることになった。
リウヴィルは、数論、複素解析、微分幾何学及び位相幾何学など多くの数学の分野で活躍し、更に数理物理学や天文学においても、功績を残した。解析学におけるリウヴィルの定理は特に著名。数論の分野においては、連分数を用いた構成（リウヴィル数）を用いて最初に超越数の存在を証明した。数理物理学においては、ジャック・シャルル・フランソワ・スツルム とともに発見した、固有関数を発展させることによる積分方程式の標準的な解法スツルム＝リウヴィル型微分方程式と、時間経過がハミルトン系で測度保存であることを意味するリウヴィルの定理の功績がある。ハミルトン力学において、リウヴィルは、完全に積分可能であることの説明として作用・角変数を導入した。現代的なこの公式はリウヴィル＝アーノルドの定理（Liouville–Arnold theorem）と言われることもあり、積分可能性の根底の概念は、リウヴィル積分可能性（Liouville integrability）などと呼ばれる。更にリウヴィルは、微積分をfractional-orderと見なすため、リーマン–リウヴィル積分を発展させた。
1851年にはスウェーデン王立科学アカデミーの外国人会員、1853年にはアメリカ哲学協会会員に選出された。
月のクレーターのリウヴィルは彼の名に由来する。リウヴィル関数は数論において、重要な関数であった。